# یوری استتسنکو
یوری استتسنکو (انگلیسی: Yuri Stetsenko؛ زادهٔ ۱۱ آوریل ۱۹۴۵) قایقران کانو اوکراینی‌تبار اهل شوروی بود.